# یواس‌اس سرسو (اس‌پی-۶۱)
یواس‌اس سرسو (اس‌پی-۶۱) (به انگلیسی: USS Zenith (SP-61)) یک کشتی بود که طول آن ۷۳ فوت ۳ اینچ (۲۲٫۳۳ متر) بود. این کشتی در سال ۱۹۱۷ ساخته شد.